# Vörössapkás fülemülerigó
A vörössapkás fülemülerigó (Catharus frantzii) a madarak osztályának verébalakúak (Passeriformes) rendjébe és a rigófélék (Turdidae) családjába tartozó faj.
Magyar neve forrással, nincs megerősítve.

## Rendszerezése
A fajt Jean Cabanis német ornitológus írta le 1861-ben.

## Alfajai
- Catharus frantzii alticola Salvin & Godman, 1879
- Catharus frantzii chiapensis A. R. Phillips, 1969
- Catharus frantzii frantzii Cabanis, 1861
- Catharus frantzii juancitonis Stone, 1931
- Catharus frantzii nelsoni A. R. Phillips, 1969
- Catharus frantzii omiltemensis Ridgway, 1905
- Catharus frantzii waldroni A. R. Phillips, 1969
- Catharus frantzii wetmorei A. R. Phillips, 1969[2]

## Előfordulása
Mexikó déli részén, valamint Costa Rica, Guatemala, Honduras, Nicaragua, Salvador és Panama területén honos.
Természetes élőhelyei a szubtrópusi és trópusi hegyi esőerdők, magaslati cserjések és legelők. Állandó, nem vonuló faj.

## Megjelenése
Testhossza 15,5-18 centiméter, testtömege 28-32 gramm.

## Életmódja
Gerinctelenekkel és bogyókkal táplálkozik.